# جنیفر بیلز
جنیفر بیلز (به انگلیسی: Jennifer Beals) (زاده ۱۹ دسامبر ۱۹۶۳) بازیگر و سابقاً مدل آمریکایی است.
از معروف‌ترین فیلم‌های وی می‌توان به فلش‌دنس، بوسه خون‌آشام، عروس، شیطان در لباس آبی، مهمانی سالگرد ازدواج، آرزواندیشی، راجر داجر، آخرین روزهای دیسکو، بادیگارد من، بچه را بگیر، خون و بتن، در سوپ، ۱۳ ماه، آشفتگی ۲، گرگ و میش گلدها، جسم و روح و پیش از آنکه بمیرم اشاره کرد.